# Jacarilla
Jacarilla es un municipio de la provincia de Alicante, en la Comunidad Valenciana, España. Situado en el sur de la provincia, pertenece a la comarca de la Vega Baja del Segura. Cuenta con una población de 2122 habitantes (INE 2024). Se trata de un municipio castellanohablante, en el que el español cuenta con el predominio lingüístico reconocido legalmente.

## Geografía
Jacarilla se halla a un kilómetro aproximadamente del río Segura y limita con los términos municipales de Benejúzar, Bigastro y Orihuela. Pertenece al partido judicial encabezado por esta última localidad.
Se accede a esta localidad a través de la N-340 tomando en Orihuela la CV-920.

### Clima
El clima de Jacarilla, como el del resto de la Vega del Segura y gran parte del sudeste de la península ibérica, se corresponde con un clima mediterráneo seco, enmarcado en los tipos B (secos) de la clasificación climática de Köppen.
La fuerte influencia marítima, determinada por su ubicación en un área litoral bordeada por los sistemas béticos, en los que se da el efecto Föhn sobre los vientos de poniente y noreste, determina una baja pluviosidad, concentrada en las estaciones equinocciales y con una prolongada estación seca y una temperatura media alta (alrededor de 18 °C, con veranos cálidos, inviernos suaves y una amplitud térmica reducida). Los episodios torrenciales son típicos del clima de la zona.

## Historia
El término de Jacarilla (12,2 km²) permanece unido desde 1572, cuando se creó el mayorazgo de Jacarilla que durante siglos perteneció a la noble familia Togores (ss.XV-XIX) que se perpetuaron hasta la abolición de los señoríos (1811). Luego de disolverse el mayorazgo y heredarse muchas de sus propiedades por D. José Joaquín Sandoval y Melgarejo se subdividieron más aún se más tras su muerte, ocurrida el 28 de noviembre de 1899, cuando se dividen sus bienes. Sus grandes territorios, entre ellod sus propiedades de Jacarilla, fueron entonces repartidas entre sus tres hijos: Alfonso, Concha y Ángeles Sandoval Bassecourt.
Jacarilla quedó dividida por primera vez. El nuevo propietario de la mayor parte de Jacarilla, Barón de Petrés, Alfonso Sandoval Bassecourt (nacido en Murcia en 1962) se casó y tuvo seis hijos con Doña Encarnación Moreno Musso.
Entre los años 1899 y 1901 ocupó la alcaldía de Alicante. Una de sus primeras acciones sobre su propiedad, Jacarilla, y dado su carácter emprendedor, fue la fundación de la Caja Rural de Jacarilla, llamada Caja de Ahorros, Préstamos y Socorros de Jacarilla.
En las elecciones del 30 de abril de 1903 el Barón de Petrés fue elegido Diputado de las Cortes, como miembro del partido conservador de Silvela. En estas mismas elecciones también fue elegido como diputado el marqués de Fontalba, Don Francisco de Cubas y Erice. Ambos políticos conservadores muy pronto simpatizaron. En 1914 el barón ya era senador por la provincia de Alicante.
Pero lo cierto es que el Barón desde 1909 estaba en quiebra patrimonial. Había contraído una deuda por un préstamo hipotecario cuya garantía era Jacarilla, que fue valorada en un millón de pesetas. El marqués, informado del crédito y la deuda, compró Jacarilla. Apenas dos días después, el 6 de noviembre de 1915, el Barón fallecía en Madrid.
El nuevo propietario de Jacarilla, Don Francisco de Cubas Erice, II marqués de Cubas y de Fontalba, era hijo del célebre arquitecto Don Francisco de Cubas González Montes autor de muchos de los edificios religiosos madrileños del siglo XIX, y de Doña Matilde Erice Urquijo. Nació en 1868, estudió derecho en la Universidad Central de Madrid y se casó con Doña Encarnación Urquijo y Ussía de cuyo matrimonio nacieron siete hijos. A la muerte de sus padres heredó una gran fortuna que supo incrementar con inversiones financieras, industriales, inmobiliarias, etc.
El pueblo de Jacarilla, que ahora pertenecía al marqués se encontraba en una pésima situación económica y social. Para la defensa de los derechos, se creó a comienzos de 1915 en Jacarilla el primer Sindicato Agrario. La presencia del marqués, un 'nuevo amo' aristócrata y millonario, fue vista en general con esperanza. Este hizo inversiones que mejoraron el nivel de vida del pueblo, practicó la beneficencia y el mecenazgo con muchos de ellos.

## Demografía
Jacarilla cuenta con una población de 2122 habitantes (INE 2024).
| Gráfica de evolución demográfica de Jacarilla entre 1842 y 2021                                                     |
| |
| Población de derecho según los censos de población del INE Población de hecho según los censos de población del INE |

Jacarilla cuenta con 2088 habitantes (INE 2008). Un 19,8 % de su población es de nacionalidad extranjera, siendo la colonia británica la más numerosa.

## Administración y política
En las pasadas elecciones municipales de 2023 el partido más votado fue el Partido Popular PP, que obtuvo un total de 6 ediles, y el PSOE 5.
| Periodo   | Nombre                                                                                                | Partido                                                          |
| --------- | --- | ---------------------------------------------------------------- |
| 1979-1983 | Joaquín Pascual Vegara                                                                                | Independiente                                                    |
| 1983-1987 | Joaquín Pascual Vegara                                                                                | AP                                                               |
| 1987-1991 | Francisco Torregrosa Díaz                                                                             | CDS - Centro Democrático y Social                                |
| 1991-1995 | Francisco Torregrosa Díaz                                                                             | CDS - Centro Democrático y Social                                |
| 1995-1999 | José Joaquín Roch Díaz                                                                                | PP                                                               |
| 1999-2003 | José Manuel Gálvez Ortuño                                                                             | PP                                                               |
| 2003-2007 | José Manuel Gálvez Ortuño                                                                             | PP                                                               |
| 2007-2011 | José Manuel Gálvez Ortuño                                                                             | PP                                                               |
| 2011-2015 | José Hernández Cabrera (2011-2012) Belén Martínez Gálvez (2013-2014) Pilar Díaz Rodríguez (2014-2015) | Agrupación Democrática de Jacarilla Gente de Jacarilla PSPV-PSOE |
| 2015-2019 | Pilar Díaz Rodríguez                                                                                  | PSPV-PSOE                                                        |
| 2019-2023 | Pilar Díaz Rodríguez                                                                                  | PSPV-PSOE                                                        |
| 2023-act. | Andrés Moñino Bascuñana                                                                               | PP                                                               |

## Monumentos y lugares de interés
- Jardines del marqués de Fontalba. Los jardines y el bosque ocupan una extensión de 20 000 m². Al entrar al jardín por "la Puerta de los Leones" podemos contemplar una avenida de palmeras, réplica de otro lugar característico del municipio como es "la Vereda de las Palmeras". Entre los muchos puntos interesantes destacamos: la gruta de la Virgen de la Almudena, realizada con rocas de mar; el reloj de sol; las numerosas estatuas y fuentes que se encuentran repartidas por todo el jardín; un pequeño Zoo, actualmente deteriorado y en desuso, además de algunos templetes y pequeñas casas de los guardas del jardín. Las especies vegetales predominantes en el jardín son las palmeras (Phoenix dactyliphera, Phoenix canariensis y Washingtonia robusta). Junto a ellas podremos observar numerosos naranjos (Citrus sinnensis) y limoneros (Citrus limon), esbeltas Araucarias excelsas, magníficos Pitosporum tobira, Ligustrum y una gran cantidad de especies arbustivas.
- Casa-Palacio. Es una construcción austera en cuanto a adornos, pero muy funcional en cuanto al diseño. La casa está dividida en dos plantas; en la planta baja podemos encontrar un salón de recepción y diversos salones de recreo, comedor, cocina, habitaciones de invitados y las dependencias de los criados, mientras que en la primera planta se encuentran los dormitorios de los señores de la casa junto con unos espléndidos aseos realizados en mármol.
- Iglesia parroquial. Dedicada a Nuestra Señora de Belén, es de construcción sobria de estilo neogótico. Esta construcción tiene una característica peculiar, y es un pequeño palco para uso exclusivo de los marqueses.

## Fiestas
- Fiestas Patronales. Se celebran en honor a Nuestra Señora la Virgen de Belén la primera semana del mes de septiembre. Y el último domingo de enero se celebra la fiesta en honor del patrón San Antón, fiesta en la que se rifa el popular "cerdo" de San Antón y a partir del 2007 se realiza una romería con el Santo hasta la nueva zona recreativa "Parque Cabezo de la Cruz".